# Calvos de Socamino
Calvos de Socamino o San Martiño de Calvos (llamada oficialmente San Martiño de Calvos de Socamiño) es una parroquia y una aldea española del municipio de Touro, en la provincia de La Coruña, Galicia.

## Entidades de población
Entidades de población que forman parte de la parroquia:
- Calvos
- Carballiño
- Cezar
- Merés
- Rilo
- Rosende
- Sartes
- Vilar
- Xunqueira

## Demografía

### Parroquia
| Gráfica de evolución demográfica de Calvos de Socamino (parroquia) entre 2000 y 2019 |
|                                                                                      |
| Datos según el nomenclátor publicado por el INE.                                     |

### Aldea
| Gráfica de evolución demográfica de Calvos (aldea) entre 2000 y 2019 |
|                                                                      |
| Datos según el nomenclátor publicado por el INE.                     |